# Anchoviella vaillanti
Anchoviella vaillanti är en fiskart som först beskrevs av Steindachner, 1908.  Anchoviella vaillanti ingår i släktet Anchoviella och familjen Engraulidae. Inga underarter finns listade i Catalogue of Life.